# Північнокорейсько-російський кордон
Північнокорейсько-російський кордон — сучасний кордон між КНДР та Росією.
Протяжність становить 39,4 км і є найменшим за протяжністю кордоном як для Росії, так і для КНДР. Кордон є водним, оскільки 17,3 км проходить по річці Туманна і близько 22,1 км по акваторії Японського моря. З них 16,9 км кордону проходить по фарватеру р. Туманна (по-корейськи Туманган) і близько 1,9 км по естуарію річки в акваторії Японського моря. Зі сторони Росії прикордонним є Хасанський район Приморського краю, а зі сторони КНДР — місто прямого підпорядкування КНДР Расон.
Діє лише залізничний пункт пропуску Хасан — Туманган.